# You & I (One Direction)
You & I è un singolo del gruppo musicale anglo-irlandese One Direction, pubblicato il 15 aprile 2014 come quarto estratto dal terzo album in studio Midnight Memories.

## Descrizione
La canzone è stata scritta da John Ryan, Julian Bunetta e Jamie Scott.

## Video musicale
Il video musicale è stato pubblicato il 18 aprile 2014 ed è stato girato dal regista Ben Winston sul molo vittoriano di Clevedon (Somerset) il 23 marzo 2014.
Nel dicembre 2014 il videoclip è stato sottoposto ad accuse di plagio da parte dei Clubfeet, data la presunta somiglianza con quello del loro brano Everything You Wanted. Data l'accusa, il videoclip di You & I è stato rimosso da YouTube per violazione di copyright ma, dopo alcuni giorni è stato ripristinato.